# Gornje Grgure
Gornje Grgure (cyr. Горње Гргуре) – wieś w Serbii, w okręgu toplickim, w gminie Blace. W 2011 roku liczyła 225 mieszkańców.